# 郑季翘
郑季翘（1912年—1984年4月12日）原名郑宗周，曾用名郑继侨，山西省五台县人，中国共产党及中华人民共和国官员。

## 生平
1912年，郑季翘生于五台县沟南村一个普通农民家庭。1928年高小毕业后，父亲要他在杂货店当伙计，但他偷跑到山西省城太原，考入太原的山西省立第一师范学校。在校期间，1931年九一八事变发生后，参加抗日爱国学生运动。1932年初，经杜润生介绍，加入中国共产党领导的“中国社会科学家联盟”，后又参加“反帝大同盟”。1932年太原学生要求政府同意成立抗日救国会，并且驱逐校长。郑季翘是此次学生运动的领导人，曾经在山西省教育厅门口演讲，事后遭到警方追捕而逃离太原，1933年独自逃到北平。
来北平后，郑季翘边挣钱维持生计，边自学高中课程。1934年，用堂兄郑继侨的中学毕业证考取清华大学中国文学系。在清华大学期间，他一直用“郑继侨”的名字，其堂兄更名为郑惠述。在校学习期间，郑季翘协助他人编辑《清华周刊》。1934年，郑季翘加入中国左翼作家联盟。1935年一二·九运动中，郑季翘参加了“一二·九”和“一二·一六”两次游行。在北平学联举行的“一二·一六”游行中，郑季翘与同学冲在前面，打开了西便门西南不远处锁着的供平汉铁路通行的城门，使游行队伍冲进北平外城。1935年12月20日，中国共产党发表《为抗日救国告全国各校学生和各界青年同胞宣言》，号召青年学生“到工人中去，到农村中去，到商民中去，到军队中去！”郑季翘响应号召，参加了北平学联组织的平津南下扩大宣传团第3团，到农村宣传抗日救亡。1936年2月，“中华抗日救国先锋队”（后更名为“中华民族解放先锋队”）成立，郑季翘首批参加成为队员。1936年11月，绥远傅作义部收复被日军占领的百灵庙、大庙等地。随后北平的“山西省留平同乡会”（中国共产党领导的组织）及“绥远同乡会”组织了支援绥东抗战慰问团，到百灵庙等地慰问，郑季翘为慰问团成员之一。
返回清华大学后，郑季翘受“山西省留平同乡会”委托，主编山西省留平同乡会创办的《飓风》刊物。1937年初，《飓风》被国民政府查封后，郑季翘将《飓风》转移到北平师范大学的同乡同学处，更名为《新知识》继续出版。郑季翘曾用“郑中洲”、“中洲”、“乔立人”等笔名在《飓风》和《新知识》上发表了不少宣传马列主义及抗日救亡的文章。
作为清华大学第十级学生，郑季翘应在1938年毕业，但他在1937年抗日战争全面爆发后即弃学，遵照中共中央北方局部署，随同许多中华民族解放先锋队队员一起转移至山西太原，参加华北抗日战争。1937年9月12日，郑季翘经张仁槐介绍加入中国共产党。郑季翘在太原主编《太原日报》副刊。他还和其他人成立了“平津流亡同学会”，接待从北平、天津来太原的学生。周恩来来到太原时，文化界推举郑季翘和常芝青为代表，登门邀请周恩来在海子边教育馆作了抗日演讲。
1937年9月20日，第二战区民族革命战争战地总动员委员会（以下简称“战动总会”）成立，续范亭任主任委员。中共党组织派郑季翘参加战动总会工作。自此他更名为“郑季翘”。战动总会成立之后，设立了“动员宣传团”，郑季翘任副团长兼宣传队队长。动员宣传团到晋西北十多个县宣传抗日，组织抗日团体，成立各县动员委员会。动员宣传团解散之后，郑季翘历任战动总会组织科科长兼军政干部训练队政治部主任、巡视团（负责崞县、忻县、宁武县、岚县、静乐县、方山县）团长。
1938年秋，战动总会派出多个工作团到山西各地配合八路军开辟并扩大抗日根据地。郑季翘被派到晋绥边区任战动总会晋绥边区办事处主任（1939年1月至6月正式任主任）。到晋绥边区后，郑季翘在地委及八路军六支队支持下，领导整顿各县动员委员会，发展抗日民族统一战线，培养地方干部，开展武装斗争。1939年1月6日，郑季翘倡导并主持召开了战动总会晋绥边区办事处、一二○师独立六支队、察绥游击军、教干大队、牺盟边委会、警备六团、敌区办事处参加的联席会议。
1939年6月，阎锡山认为战动总会增强了中国共产党及八路军的力量，乃借转发蒋介石的国民政府命令之机，以取消各名义动员机关为理由，撤销战动总会。郑季翘等人撤离晋绥边区，转至晋察冀边区。此后，郑季翘先后在晋察冀边区晋察冀通讯社、民革通讯社工作，后历任《救国报》社社长、《晋察冀日报》副总编辑（总编辑为邓拓）。1944年，调任中共晋察冀中央局政策研究室副主任。任内率怀来工作团进行减租清算和发动群众建立农会工作，并亲自撰写了一份调查报告，汇报了当地的左倾错误（例如“群众的意见就是政策”等“左”的口号及做法），受到中共晋察冀中央局和晋察冀边区政府重视。
1946年初，郑季翘随叶剑英抵达北平，参加军事调处执行部工作。其间，郑季翘以中共党员的身份任北平《解放》三日刊编辑主任。《解放》三日刊揭露中国国民党腐败、迫害民主人士、破坏和平、发动内战。1946年6月，《解放》三日刊被国民党当局查封，郑季翘回到中共晋察冀中央局研究室工作。郑季翘曾任中共灵寿县委常委、县委副书记，参加了当地的土地改革，并注意纠正“左”的倾向。
中华人民共和国成立后，郑季翘历任中共察哈尔省大同市委宣传部部长、大同市第二届各界人民代表会议协商委员会副主席、中共察哈尔省委宣传部副部长、中共天津市委宣传部副部长、中共天津市委常委兼秘书长（1952年至1959年）。他是中国共产党第八次全国代表大会代表。在天津任职期间，郑季翘反对“大跃进”中的浮夸风。有人提出拆掉天津市公园的铁栏杆及建筑物的铁门窗大炼钢铁，但郑季翘开会明令禁止。
1958年6月，中共中央政治局委员、中共上海市委第一书记柯庆施的政治秘书张春桥在中共上海市委政治理论刊物《解放》上发表《破除资产阶级法权》一文，《人民日报》转载并加按语。此前，毛泽东表示怀念中国工农红军时期的供给制，并且不满工资制造成的差别，在中共中央政治局扩大会上作了以破除资产阶级法权为内容的讲话。郑季翘时任中共天津市委常委兼秘书长，很清楚《破除资产阶级法权》一文的发表背景，但郑季翘认为张春桥的基本观点不符合马列主义，乃写下《谈谈削除资产阶级法权》一文发表在1958年10月的《人民日报》上。此即当时所说的“南桥北翘”之争。
1959年秋，《红旗》杂志社总编辑陈伯达向中央提出调郑季翘任《红旗》杂志社副总编辑。1959年郑季翘调到《红旗》杂志社后，实际担任常务编委。1960年，郑季翘要求调离《红旗》杂志社。
1960年11月，郑季翘调到吉林省，1960年12月至1965年8月任中共吉林省委候补书记兼常委，1965年8月升任中共吉林省委书记兼常委，直至1967年1月中共吉林省委停止工作。在吉林任职期间，郑季翘分管文艺宣传工作，纠正了当时演“中心”、写“中心”、画“中心”的“左”的倾向，对戏曲推陈出新、歌舞民族化、吉剧发展等方面都提出了意见。1962年7月，郑季翘所著的《关于客观规律性》（署名“乔立人”）一书出版，该书对大跃进中的错误进行了理论反思。
1966年4月5日，《红旗》杂志第5期发表了郑季翘的《文艺领域里必须坚持马克思主义的认识论——对形象思维论的批判》一文，批判周扬等人支持的“形象思维论”。该文在《红旗》杂志发表前，因中共中央宣传部副部长周扬持反对态度，所以几年都不能发表。1966年3月20日，毛泽东在杭州中共中央政治局常委扩大会议上表扬了郑季翘的这篇文章。随后这篇文章才得以在《红旗》杂志发表。
文化大革命初期，郑季翘受中共中央东北局书记处委派，作为中共中央东北局代表参加了中央文革小组。陈伯达曾建议郑季翘留在北京中央文革小组任专职工作，但被郑季翘婉拒。因郑季翘对中央文革小组的政策不理解，仅参加了两次中央文革小组会议就被中央文革小组除名，后来还被扣上反对中央文革小组的帽子关入牛棚。1968年3月，为落实毛泽东所提出的解放干部政策，经周恩来提名，郑季翘才参加了吉林省“三结合”的领导班子，任吉林省革命委员会副主任（任至1975年2月）。1970年3月，中共吉林省革命委员会核心小组成立，组长王淮湘，郑季翘任小组成员。1971年3月，中共吉林省委恢复成立，王淮湘任第一书记，郑季翘任书记兼常委（任至1975年2月）。
1972年，郑季翘给毛泽东写了封信，批评了“基本路线就是总路线”的观点。郑季翘认为，不能把基本路线说成是总路线，并建议在干部群众中将中国共产党的总路线明确起来。此信未获得毛泽东的答复。
郑季翘支持过电影《创业》的拍摄。文革后期，郑季翘同吉林省的一把手王淮湘关系不睦。1975年，郑季翘被撤销一切职务，下放到陕西省一家工厂参加劳动。1975年3月1日，中国人民解放军总政治部主任张春桥在全军各大单位政治部主任座谈会上不点名批评了郑季翘。
1975年10月，郑季翘回到北京，住在中共中央组织部招待所，等待分配工作。中共中央组织部部长郭玉峰安排郑季翘任中共山西大学党委书记。郑季翘提出异议之后，又改派郑季翘任中共北京市委党校副校长，未及上任，“四人帮”便被粉碎了。郑季翘在中共中央组织部招待所前后共住四年，直至1978年。粉碎“四人帮”后，郑季翘获中共党组织彻底平反。1978年，郑季翘正准备回中共吉林省委工作时，中共党组织安排郑季翘到全国人大常委会任副秘书长。1978年5月，全国人大五届二次会议任命郑季翘为全国人大常委会副秘书长。1983年11月，郑季翘任中共吉林省顾问委员会常委，专门从事理论研究。
1984年4月12日，郑季翘在北京医院病逝，享年72岁。

## 著作
- 《郑季翘文集》

## 家庭
- 妻：华迦